# Mamadou Ndoye
Pour les articles homonymes, voir Ndoye.
 (février 2025).
La mise en forme du texte ne suit pas les recommandations de Wikipédia : il faut le « wikifier ».
Les points d'amélioration suivants sont les cas les plus fréquents. Le détail des points à revoir est peut-être précisé sur la page de discussion.
- Les titres sont pré-formatés par le logiciel. Ils ne sont ni en capitales, ni en gras.
- Le texte ne doit pas être écrit en capitales (les noms de famille non plus), ni en gras, ni en italique, ni en « petit »…
- Le gras n'est utilisé que pour surligner le titre de l'article dans l'introduction, une seule fois.
- L'italique est rarement utilisé : mots en langue étrangère, titres d'œuvres, noms de bateaux, etc.
- Les citations ne sont pas en italique mais en corps de texte normal. Elles sont entourées par des guillemets français : « et ».
- Les listes à puces sont à éviter, des paragraphes rédigés étant largement préférés. Les tableaux sont à réserver à la présentation de données structurées (résultats, etc.).
- Les appels de note de bas de page (petits chiffres en exposant, introduits par l'outil «  Source ») sont à placer entre la fin de phrase et le point final[comme ça].
- Les liens internes (vers d'autres articles de Wikipédia) sont à choisir avec parcimonie. Créez des liens vers des articles approfondissant le sujet. Les termes génériques sans rapport avec le sujet sont à éviter, ainsi que les répétitions de liens vers un même terme.
- Les liens externes sont à placer uniquement dans une section « Liens externes », à la fin de l'article. Ces liens sont à choisir avec parcimonie suivant les règles définies. Si un lien sert de source à l'article, son insertion dans le texte est à faire par les notes de bas de page.
- La présentation des références doit suivre les conventions bibliographiques. Il est recommandé d'utiliser les modèles {{Ouvrage}}, {{Chapitre}}, {{Article}}, {{Lien web}} et/ou {{Bibliographie}}. Le mode d'édition visuel peut mettre en forme automatiquement les références.
- Insérer une infobox (cadre d'informations à droite) n'est pas obligatoire pour parachever la mise en page.

Pour une aide détaillée, merci de consulter Aide:Wikification.
Si vous pensez que ces points ont été résolus, vous pouvez retirer ce bandeau et améliorer la mise en forme d'un autre article.
 (février 2025).
Si vous disposez d'ouvrages ou d'articles de référence ou si vous connaissez des sites web de qualité traitant du thème abordé ici, merci de compléter l'article en donnant les références utiles à sa vérifiabilité et en les liant à la section « Notes et références ».
Mamadou Ndoye, né à Dakar en 1945, est un homme politique sénégalais, ancien ministre de l’Alphabétisation et des Langues nationales. Il a eu à diriger la Ligue démocratique/Mouvement pour le parti du travail (LD/MPT).

## Études
Après l’obtention de son Baccalauréat, Mamadou Ndoye poursuit ses études à l’Université Cheikh Anta Diop de Dakar (UCAD) où il obtient un Diplôme de philosophie, de sociologie et de psychologie  en 1971. L’année suivante, il décroche une Licence de  philosophie et un  Certificat de  Spécialisation en psychologie générale et comparée. Dans la même université, il obtient une Maîtrise en philosophie. En 1975, il est titulaire d’un Certificat d’aptitude à l’Inspectorat d’enseignement. Ndoye est aussi titulaire, en 1990,  d’un Diplôme postuniversitaire de Formation à  la recherche en éducation  (FREA  équivalent au 3e cycle).

## Carrière et expérience professionnelle
Mamadou Ndoye fut, d’abord, enseignant au primaire et directeur d’école avant de devenir professeur de philosophie en 1972. Deux ans après, de 1975 à 1981, il est Inspecteur de l’Enseignement et Chef de la Circonscription Scolaire de  Dakar-Plateau en même temps Enseignant à l’Ecole Normale Supérieure de l’ Université Cheikh Anta Diop. Durant cette même période, il s’active dans le syndicalisme. Il occupe ainsi, le poste de Secrétaire Général du Syndicat Unique et Démocratique des Enseignants du Sénégal (SUDES), de 1979 à 1981.
De 1988 jusqu’en 1993, il est Chercheur-formateur à l’INEADE (Institut National d’Etude et d’Action pour le Développement de l’Education) de Dakar.
En 1995, étant Ministre de ministre de l’éducation de  Base et des Langues nationales, dans le cadre de l'éducation pour tous, il initie le projet des volontaires et contractuels de l’éducation. 
Mamadou Ndoye fut alors, le Rapporteur Général de la Commission Nationale de Réforme de l’Education et de la Formation (CNREF) avant de devenir Secrétaire Général de l’Union Démocratique des Enseignants du  Sénégal (UDEN). Par conséquent, durant un an, il occupa le poste de Vice-président de la Fédération Internationale des Syndicats d’Enseignants (FISE), responsable de la Région Afrique, Berlin, Allemagne. En plus, il fut coordinateur de l’Initiative Spéciale de l’ONU pour l'Afrique au sein de la Banque mondiale et Secrétaire Exécutif de l’Association pour le Développement de l’Education en Afrique (ADEA).
Dans sa carrière, Ndoye a eu à occuper plusieurs fonctions au niveau africain comme à l'international. Il fut Conseiller externe de l’Institut de Développement Économique (World Bank Institute, Washington DC, USA); Vice-président de la Fondation Paul Gerin Lajoie, Montréal, Canada, etc. Il est membre de plusieurs organisations qui s’activent dans l’éducation. 
Avec les différents services rendus au développement,  l’UNESCO lui la Médaille  Comenius en 2008,  la récompense la plus prestigieuse dans le domaine de l’éducation.    
Mamadou Ndoye a coordonné plusieurs grandes réformes dans le système éducatif sénégalaise. En 2015, il est coordonnateur scientifique de l’élaboration du Programme d’éducation de base de dix ans du Sénégal. Il était coordonnateur scientifique de l’actualisation du Programme  d’Amélioration de la Qualité, de l’Équité et de la Transparence (PAQUET) - Secteur Éducation-Formation 2013-2025 du Sénégal dans le cadre de l’ODD4 du Programme 2030.
En 2017, il est le coordonnateur scientifique du travail analytique pour la Triennale de l’ADEA tenue à Dakar, Sénégal sur le thème « revitaliser l’éducation dans le cadre de l’Agenda africain 2063 et du Programme universel 2030 : le défi du comment ». Il est aussi le rédacteur du Document de Réflexion et d'Orientation (DRO) de la session ministérielle de la  CONFEMEN sur l’enseignement bilingue qui date de 2019. Depuis 2020, Ndoye est membre du comité scientifique de la Revue Iintrnationale d'Éducation-Sèvres.

## Syndicaliste et homme politique
Mamadou Ndoye est l'un des artisans des États généraux de l’éducation en 1981 qui ont mené à des plans d'ajustement structurels et surtout à des recommandations pour des réformes profondes du système éducatif sénégalais avec plus de démocratisation.
Mamadou est aussi un homme politique. En juillet 2013, il prend la succession d'Abdoulaye Bathily à la présidence de la Ligue démocratique (LD). Cependant,  il démissionne, en 2017, de son poste de secrétaire général de la Ligue démocratique.

## Publications
- Langue première et langue d’enseignement :  Quelle (s) stratégie(s) pour faciliter les premiers apprentissages,  la réussite scolaire et le vivre ensemble au XXIe siècle ?   CONFEMEN, 2021
- Réformes éducatives : attentes et conduite du changement (REVUE INTERNATIONALE D’ÉDUCATI ON – SÈVRES  No 83  avril 2020)
- Inclusion et développement au XXIe siècle (Erasmus days 2020-EvalUE-Evaluateurs et experts de l’Union Européenne)

Document de politique sur l’EDUCATION A LA PREVENTION DE L’EXTREMISME VIOLENT (IFEF-OIF, 2018)
Revitaliser l’éducation en Afrique : le défi du comment, (ADEA, mars 2017)
Vision du futur de l’Afrique, de l’éducation et de l’ADEA (ADEA, avril 2013)
Cadre stratégique de promotion de compétences critiques pour le développement accéléré et durable de l’Afrique ; ADEA ; juin 2012
Evaluation du cadre et du  programme de développement de l’éducation et de la formation du Togo, FTI, 2010
An African Exploration of the East Asian Experience’, The World Bank, 2008 (co-author)
La coopération française face aux défis de l’éducation en Afrique : l’émergence d’une nouvelle dynamique’ Comite de réflexion de la coopération française, mai 2007, (co-author)
The Challenge of Learning: Improving Education Quality in SS Africa’, ADEA, 2004 (co-author)
African Cultures: Challenges and Opportunities for Development p. 111-121. (Colloque de Cerisy ‘Vers des civilisations mondialisées ? De l’éthologie à la prospective’, Coordonné par Jean-Éric Aubert et Josée Landrieu. Editions de l’Aube, 2004)
Reaching out, Reaching all..., ADEA, 2001 (co-author)
Environmental Education, Practical Guide for Trainers. (Co-author, Bamako 1995). PFIE 1995.
Environmental Education, Guide for Teachers’ (Dakar 1993), PFIE, 1994.
Structural Adjustment and Schooling’, (Dakar 1991), African Institute for Economic Development and Planning (AIEDP), 1994.
Minimal Environmental Education Programme for Elementary Schools’, (Dakar 1991), PFIE 1991.
Study of Pilot Schools in relation to Implementation of Elementary School Reforms’ (Dakar 1991), INEADE 1991.
Main Issues of Education Reform in Africa’, African Bureau of Sciences and Education (1990).
Debt and Education’ (Bamako 1988), International Federation of Education Unions (IFEU), Africa Region, 1989.
Development of the Status of the Teaching Profession in Senegal (Dakar 1988), International Teachers’ Review 2/88.